# Trịnh Sách Khiết
Trịnh Sách Khiết (hoặc Trịnh San Khiết, tiếng Trung giản thể: 郑栅洁, bính âm Hán ngữ: Zhèng Zhà Jié, tiếng Latinh: Zheng Zhajie; sinh ngày 10 tháng 11 năm 1961, người Hán) là chính trị gia nước Cộng hòa Nhân dân Trung Hoa. Ông là Ủy viên Ủy ban Trung ương Đảng Cộng sản Trung Quốc khóa XX, hiện là Chủ nhiệm Ủy ban Cải cách và Phát triển Quốc gia. Ông từng là Bí thư Tỉnh ủy kiêm các chức vụ lãnh đạo toàn diện tỉnh An Huy; Phó Bí thư Tỉnh ủy, Bí thư Đảng tổ, Tỉnh trưởng Chiết Giang; Bí thư Thành ủy Ninh Ba; Phó Chủ nhiệm Văn phòng Sự vụ Đài Loan, Phó Cục trưởng Cục Năng lượng Quốc gia; Ủy viên Đảng tổ, Phó Tỉnh trưởng Phúc Kiến, Chủ nhiệm Ủy ban Cải cách và Phát triển tỉnh Phúc Kiến.
Trịnh Sách Khiết là Đảng viên Đảng Cộng sản Trung Quốc, học vị Thạc sĩ Quản trị kinh doanh, Cao cấp Công trình sư. Ông có sự nghiệp thời gian dài công tác tập trung vào phát triển kinh tế ở miền Đông Trung Quốc.

## Xuất thân và giáo dục
Trịnh Sách Khiết sinh ngày 10 tháng 11 năm 1961 tại địa cấp thị Chương Châu của tỉnh Phúc Kiến. Năm 1982, ông đến thành phố Nam Kinh, tỉnh Giang Tô để nhập học Đại học Công nghệ Nam Kinh (南京工业大学), chuyên ngành công nghệ chống ăn mòn và bảo vệ vật liệu, thiết bị lĩnh vực hóa chất. Năm 1985, ông tốt nghiệp cử nhân. Tháng 6 năm 1985, ông được kết nạp Đảng Cộng sản Trung Quốc. Năm 1990, ông tham gia lớp cao học chuyên ngành quản trị kinh doanh ở Đại học Hạ Môn, quê nhà Phúc Kiến, tốt nghiệp Thạc sĩ Quản trị kinh doanh năm 1992. Ông giữ mối quan hệ học vấn với trường Đại học Hạ Môn, từng tâm sự khi trở lại trường học:
"Vào giữa những năm cuối thập niên 1980, đất nước thực hiện Kế hoạch năm năm lần thứ bảy và bước vào thời kỳ cải cách toàn diện và mở cửa. Nguồn nhân lực quản trị kinh doanh quen thuộc và thích ứng với nền kinh tế thị trường xã hội chủ nghĩa đang thiếu hụt. Tôi thuộc nhóm tiên phong trong việc ứng phó với sự cấp bách này, tại thời kỳ công tác ở doanh nghiệp nhà nước, lúc đó mọi người đều còn rất trẻ và tràn đầy năng lượng, tất cả đều muốn tìm hiểu một cách hệ thống kiến thức MBA và áp dụng kiến thức MBA vào doanh nghiệp. Chúng tôi đưa những vấn đề và khúc mắc trong doanh nghiệp vào lớp học để thảo luận, làm việc trong nghiên cứu, học cách hữu ích và sử dụng. Việc đào tạo MBA của trường đã tạo điều kiện thực tế tốt hơn cho chúng tôi. May mắn thay, nhờ vào đó, chúng tôi đã nắm bắt một cách có hệ thống tinh thần MBA ban đầu của Đại học Hạ Môn, rèn luyện sự tự tin, sáng tạo, chính trực và tinh thần hợp tác của chúng tôi. Trong tương lai, dù chúng tôi ở vị trí công việc nào, đó đều là vốn liếng quý giá."

## Sự nghiệp
Trịnh Sách Khiết có sự nghiệp công tác bắt đầu từ tháng 8 năm 1982, vừa học đại học, vừa làm ở doanh nghiệp nhà nước, trong 10 năm, di chuyển giữa Giang Tô và Phúc Kiến. Ông công tác ở doanh nghiệp nhà nước trong 15 năm, từ vị trí thợ máy, kỹ sư máy rồi xưởng trưởng. Đến năm 1991, ông được bổ nhiệm làm Giám đốc doanh nghiệp cấp chính xứ.

### Phúc Kiến
Tháng 5 năm 1997, ông được điều chuyển về công tác ở tổ chức địa phương, bổ nhiệm làm Phó Bí thư Quận ủy quận Hồ Lý thành phố Hạ Môn, tỉnh Phúc Kiến, quyền Quận trưởng rồi Quận trưởng Hồ Lý. Tháng 1 năm 2002, ông là Quận trưởng Hồ Lý kiêm nhiệm Chủ nhiệm Văn phòng, Phó Tổng thư ký Chính phủ thành phố Hạ Môn. Sau đó vào tháng 2 năm 2002, trở thành Phó Bí thư Đảng tổ, Chủ nhiệm Văn phòng Chính phủ thành phố Hạ Môn. Tháng 3 năm 2003, ông được bổ nhiệm làm Bí thư Đảng tổ, Chủ nhiệm Ủy ban Kế hoạch phát triển thành phố Hạ Môn. Ông được chuyển sang chức vụ Bí thư Đảng tổ, Chủ nhiệm Ủy ban Cải cách và Phát triển thành phố Hạ Môn  vào tháng 12 năm 2005.
Tháng 4 năm 2008, Trịnh Sách Khiết được bổ nhiệm làm Phó Bí thư Đảng tổ, Phó Chủ nhiệm Ủy ban Cải cách và Phát triển tỉnh Phúc Kiến. Ông được thăng cấp hàm lên bậc Chính sảnh vào tháng 12 năm 2008. Đến tháng 5 năm 2010, ông trở thành Bí thư Đảng tổ, Chủ nhiệm Ủy ban Cải cách và Phát triển tỉnh Phúc Kiến. Ngày 01 tháng 2 năm 2015, Trịnh Sách Khiết được bổ nhiệm làm Phó Tỉnh trưởng Chính phủ Nhân dân tỉnh Phúc Kiến, chức cụ cấp Phó tỉnh – Phó bộ. Ở Phúc Kiến, suốt 12 năm liền, Trịnh Sách Khiết công tác ở lĩnh vực cải cách và phát triển từ Hạ Môn cho đến toàn tỉnh với nhiệm vụ nghiên cứu, thực thi chính sách phát triển công nghiệp địa phương.

### Trung ương
Tháng 8 năm 2015, Trịnh Sách Khiết được điều chuyển rời Phúc Kiến, về công tác ở Trung ương, nhậm chức Ủy viên Đảng tổ, Phó Cục trưởng Cục Năng lượng Quốc gia (国家能源局), đơn vị cấp phó bộ, ông giữ cấp hàm Phó Bộ trưởng. Đây là thời kỳ Cục Năng lượng được kết hợp quản lý Ủy ban Quản lý giám sát Điện lực Quốc gia (国家电力监管委员会). Vào tháng 4 năm 2017, ông được chuyển tới Văn phòng Sự vụ Đài Loan thay thế Lý Á Phi ở chức vụ Phó Chủ nhiệm Văn phòng.

### Chiết Giang–An Huy
Ngày 15 tháng 12 năm 2017, Trịnh Sách Khiết được điều chuyển về tỉnh Chiết Giang, nhậm chức Ủy viên Thường vụ Tỉnh ủy, Bí thư Thành ủy thành phố Ninh Ba. Đến ngày 14 tháng 5 năm 2018, ông được điều làm Phó Bí thư Tỉnh ủy tỉnh Chiết Giang, kiêm nhiệm Bí thư Thành ủy Ninh Ba. Trong gần ba năm ở Ninh Ba, ông tiếp tục lãnh đạo thành phố phát triển công nghiệp hiện đại với các hạng mục như công nghiệp biển, hàng hải, logistic, sản xuất linh kiện cơ bản chính, thiết bị gia dụng thông minh, dệt may thời trang, y sinh, sản phẩm văn hóa và thể thao, tiết kiệm năng lượng và bảo vệ môi trường. Giai đoạn 2017 – 2020, phó tỉnh Ninh Ba đạt được nhiều thành tích như thu hút nhân tài thường trú vào tổng dân số, lần lượt là 197.000 người, 340.000 người và đạt 8,542 triệu người năm 2019; GDP Ninh Ba 2018 đạt 1,0746 nghìn tỉ tệ, lần đầu tiên đạt được mục tiêu 1.000 tỉ tệ, GDP 2019 đạt 1,1951 nghìn tỉ tệ, tương đương 170 tỷ USD, xếp thứ 12 bảng xếp hạng thành phố toàn quốc. Ninh Ba đạt được vị trí trong nhóm thành thị GDP 1.000 tỉ tệ năm 2018 và nhanh chóng vượt qua năm thành thị khác gồm Phật Sơn, Trường Sa, Trịnh Châu, Thanh Đảo và Vô Tích, xếp sau Nam Kinh, Thiên Tân, Hàng Châu, Vũ Hán, Thành Đô, Tô Châu, Trùng Khánh, Quảng Châu, Thâm Quyến, Bắc Kinh, Thượng Hải. Ngày 31 tháng 8 năm 2020, Ủy ban Trung ương ra quyết định xếp ông làm ứng viên cho vị trí thủ trưởng hành chính tỉnh. Ngày 04 tháng 9 năm 2020, tại Hội nghị 12 của Ủy ban thường vụ Nhân Đại Chiết Giang khóa XIII, Trịnh Sách Khiết được bầu làm Phó Tỉnh trưởng, Quyền Tỉnh trưởng Chính phủ Nhân dân tỉnh Chiết Giang, bắt đầu công tác lãnh đạo Chính phủ Chiết Giang, phối hợp, hỗ trợ Bí thư Chiết Giang Viên Gia Quân, quản lý hành chính tỉnh Chiết Giang với 60 triệu dân, GDP 2019 đạt 900 tỷ USD. Đến ngày 29 tháng 9, tại Kỳ họp thứ tư của Nhân Đại Chiết Giang đã bầu ông làm Tỉnh trưởng tỉnh Chiết Giang, chính thức nắm quyền.
Ngày 30 tháng 9 năm 2021, Bộ Tổ chức, Ban Bí thư Trung ương điều động Trịnh Sách Khiết đến tỉnh An Huy, vào Ban Thường vụ, nhậm chức Bí thư Tỉnh ủy An Huy, kế nhiệm Lý Cẩm Bân. Sau đó, ông được bầu làm Chủ nhiệm Ủy ban Thường vụ Nhân Đại kiêm Bí thư thứ nhất Quân ủy Quân khu An Huy, lãnh đạo toàn diện tỉnh An Huy.

### Ủy ban Cải Phát
Cuối năm 2022, Trịnh Sách Khiết tham gia Đại hội Đảng Cộng sản Trung Quốc lần thứ XX từ đoàn đại biểu An Huy. Trong quá trình bầu cử tại đại hội, ông được bầu là Ủy viên Ủy ban Trung ương Đảng Cộng sản Trung Quốc khóa XX. Ngày 12 tháng 3 năm 2023, tại kỳ họp thứ nhất của Đại hội đại biểu Nhân dân toàn quốc khóa XIV, với sự đề cử của Tổng lý Lý Cường, Trịnh Sách Khiết được thông qua và phê chuẩn làm Chủ nhiệm Ủy ban Cải cách và Phát triển Quốc gia, kế nhiệm Phó Tổng lý Hà Lập Phong.